# Houston Hometown Jamboree
Das Houston Hometown Jamboree war eine US-amerikanische Country-Sendung, die von KNUZ aus Houston, Texas, gesendet wurde.

## Geschichte
Die erste Ausgabe des Houston Hometown Jamborees wurde am 13. März 1954 ausgewählt. Moderatoren der Show waren Paul Hunter und Biff Collie, der auch als Komiker auftrat und ein beliebter DJ auf KNUZ war. Neben der live Radioübertragung aus dem City Auditorium wurde die Sendung auch im lokalen Fernsehen über KNUZ-TV ausgestrahlt. Die Hausband des Houston Hometown Jamborees waren die Western Cherokees, eine erfolgreiche Countryband aus Texas. Zu Beginn jeder Folge wurde der Refrain des bekannten Liedes Y’all Come gespielt:
Oh, y’all come to see us when you can

Y’all come (y’all come), y’all come (y’all come)
Der Song stammte von Arlie Duff, dem damaligen Star der Show. Duff hatte mit dem Song zur damaligen Zeit einen Top-Ten-Hit erzielt.
Neben Duff war auch der junge George Jones Mitglied der Show und bekam dadurch die Gelegenheit, sich weitläufiger zu präsentieren. Weitere Mitglieder der Sendung waren Sonny Burns, Hank Locklin, Bill Potter, Tommy Collins, Patsy Elshire und Tex Cherry. Eine besondere Eigenschaft des Jamborees war der Talentwettbewerb, der von Starday Records gesponsert und durch Jack Starns und dessen Frau geleitet wurde. Jeder Musiker, der sechsmal hintereinander den Wettbewerb gewann, bekam einen Schallplattenvertrag bei Starday.
Wie die meisten Country-Shows wurde das Hometown Jamboree später aufgrund der sich verändernden Unterhaltungsindustrie, vor allem durch den Aufstieg des Fernsehens, abgesetzt.

## Gäste und Mitglieder
| - George Jones - Hank Locklin - Tommy Collins - Sonny Burns - Arlie Duff - Sleepy LaBeef - Link Davis - Floyd Tillman - Bill Potter - Carl Bradley | - The Western Cherokees - Patsy Elshire - The Dixie Drifters - Carroll Campbell Family Quartet - Tex Cherry - Cowboy Jack Derrick |